# Lamawolo (Ile Ape Timur)
Lamawolo is een bestuurslaag in het regentschap Lembata van de provincie Oost-Nusa Tenggara, Indonesië. Lamawolo telt 398 inwoners (volkstelling 2010).